# 2321 Lužnice
2321 Lužnice là một tiểu hành tinh vành đai chính với chu kỳ quỹ đạo là 1905.1596698 ngày (5.22 năm).
Nó được phát hiện ngày 19 tháng 2 năm 1980.